# 墨田区の町名
本項墨田区の町名（すみだくのちょうめい）では、東京都墨田区に存在する、または過去に存在した町名を一覧化するとともに、明治時代初期以来の区内の町名の変遷について説明する。
当区の場合、南部の本所地区では大正12年（1923年）の関東大震災による被害が甚大であり、その後の復興、区画整理に伴い、昭和初期（1929 – 1933年）に大幅な町名変更が行われた。北部の向島地区では、(1)明治22年（1889年）の市制町村制施行に伴う旧村の廃置分合（町村合併）、(2) 荒川放水路の開削に伴う地区の分断と行政区画の変更、(3)昭和7年（1932年）の向島区成立に伴う新町名の設定、(4)1960年代の住居表示実施など、たびたび行政区画が変更している。これに加え、南葛飾郡の旧村はそれぞれが多くの飛地を有し、境界線が複雑であった。以上のような事情から、墨田区の行政区画の変遷はきわめて複雑であり、詳細については参考文献を併せ参照されたい。

## 墨田区の前史と行政区画の移り変わり
東京都墨田区は、昭和22年（1947年）3月15日、従前の本所区と向島区の区域をもって新設された。前身の2区のうち、本所区は明治11年（1878年）東京府に設置された15区のうちの1つである。一方、向島区はそれから半世紀以上後の昭和7年（1932年）、東京市が周辺の5郡（荏原、北豊島、豊多摩、南足立、南葛飾）に属する82町村を編入した際に成立した20区のうちの1つで、南葛飾郡隅田町・寺島町・吾嬬町（あずままち）の3町の区域をもって成立した。向島区が存続したのは昭和22年までの15年間のみであった。以下、明治時代初期から墨田区成立までの行政区画の変遷について略述する。

### 近世
墨田区の区域は、南部が旧本所区、北部から東部が旧向島区にあたる。この区域は近世には武蔵国葛飾郡のうちであり、現在の葛飾区西部、江東区などとともに西葛西領に属していた。本所地区は早くから町地化し、町奉行の支配下にあった。一方、旧本所区の北部（現在の墨田区向島一〜四丁目、押上一・二丁目など）と旧向島区の区域は「江戸」の範囲外であり、代官支配地であった。
本所地区は、近世初期には本所村と称したが、元禄期（17世紀末）までには北本所町、南本所町と総称される町場が成立していた。万治3年（1660年）以降、本所と深川(江東区)は本所奉行の支配下にあったが、正徳3年（1713年）以降、町奉行支配に移管された。一方、「江戸」の範囲外であった旧本所区北部から旧向島区にかけての地域には以下の17村が存在した。
小梅村、押上村、柳島村、須崎村、中之郷村、請地村、小村井村（おむらいむら）、葛西川村、寺島村、大畑村（おおはたけむら）、若宮村、隅田村、善左衛門村、亀戸村、木ノ下村、上木下川村（かみきねがわむら）、下木下川村
これらの旧村はそれぞれが多くの飛地を有していた。これに加え、明治以降の度重なる行政区画の変更、荒川放水路の開削に伴う地区の分断等の要因により、上に列挙した旧村の区域が現・墨田区のどこに該当するかを特定することは容易でない。上記各村のうち、亀戸村は大部分が現在の江東区に属し、木ノ下村、上木下川村、下木下川村はそれぞれ一部が現在の葛飾区に属している。

### 明治維新以降
江戸が「東京」と改称されたのは慶応4年（1868年）のことである。同年7月17日（1868年9月3日）、「江戸ヲ称シテ東京ト為スノ詔書」が発せられ、東京府が設置された（慶応4年9月8日に「明治」と改元）。以後、1889年（明治22年）に東京市が発足するまでの過渡期には、東京府の行政区画はめまぐるしく変遷し、番組制、大区小区制、15区6郡制等と呼ばれる制度が相次いで実施された。
現・墨田区域のうち、町奉行支配地であった本所地区は東京府に編入。代官支配地であった小梅村などの17村は武蔵知県事の管轄を経て、明治元年11月（1868年12月）、東京府に編入された。
明治2年3月（1869年4月）、東京府では、町地と郷村部との境界線を定める朱引（しゅびき）が行われた。これは、皇居を中心とした市街地（江戸時代の町奉行所支配地に相当）を朱引内とし、その外側を郷村とするもので、朱引内を50の区画に分けて、50番組（50区）が設定された。これとともに、江戸時代から続いていた名主制度が廃止された。同年5月、周囲の郷村部にも5つの組が設定され、これを地方5番組と称した。後に本所区及び向島区となる区域は、このうち朱引内の44番組から46番組、および地方4・5番組に属した。
明治4年6月（1871年7月）には朱引が見直されて、朱引内は44区、朱引外は25区（計69区）に区分された。明治4年7月（1871年8月）には廃藩置県が実施された。これにともない、同年11月（1871年12月）、従来の東京府、品川県、小菅県が廃止され、新たな東京府が設置された。同時に朱引が廃止されて、府内は6大区・97小区に分けられた（いわゆる大区小区制）。明治7年（1874年）3月、区割りは再度見直され、朱引が復活。朱引内外に11大区・103小区が設置された。後に墨田区となる区域は、このうち朱引内の第6大区4〜8小区、朱引外の第11大区1・2小区に属した。
その後、郡区町村編制法の施行に伴い、大区小区制は廃止され、明治11年（1878年）11月2日、東京府下に15区6郡が置かれた。墨田区の前身にあたる2区のうち本所区はこの時設置された。また、向島地区の各村は南葛飾郡の所属となった。

### 市制町村制以降
明治22年（1889年）、市制・町村制が施行され、同年5月1日、東京市（15区からなる）が成立。本所区は東京市の区となった。同時に東京府下の6郡では既存の町村が廃置分合されて85町村に整理された。向島地区の旧村は、一部は本所区に編入され、残りは廃置分合により隅田村、寺島村、吾嬬村、大木村の4村に再編された。これら4村と旧村との対応関係は複雑であるため、後に改めて述べる。なお、隅田村と寺島村は大正12年（1923年）、吾嬬村は大正元年（1912年）に町制を施行、大木村は荒川放水路開削に伴い大正3年（1914年）廃村となっている。
昭和7年（1932年）10月1日、東京市は周辺の5郡（荏原、北豊島、豊多摩、南足立、南葛飾）に属する82町村を編入し、いわゆる大東京市が成立した。なお、従前の6郡のうち、南豊島郡と東多摩郡が明治29年（1896年）に合併して豊多摩郡となっている。編入された82町村は20区に編成され、東京市は既存の15区と合わせ、35区から構成されることとなった。この時、従前の隅田町、寺島町、吾嬬町の3町の区域をもって向島区が新設された。
昭和18年（1943年）7月1日、東京府と東京市が廃止されて、新たに東京都が設置された。この時、本所区、向島区を含む35区は東京都直轄の区となった。昭和22年（1947年）3月15日、35区は22区に再編される。この時、本所区と向島区は廃止され、両区の区域をもって新たに墨田区が設置された。同年8月1日、板橋区から練馬区が分離して東京都の区部は23区となり、現在に至る。

## 本所区の町名

### 概要
本所地区は、近世から町地化が進み、番場町、荒井町、表町、石原町、亀沢町など、多くの町が成立した。これらの町は現在の墨田区東駒形・本所・石原・亀沢などにあたる。近世においては、これらの町地と武家地、寺社地などを含めて北本所町・南本所町と総称した。明治以降は北本所町・南本所町という総称は使用されなくなり、「北本所番場町」「南本所荒井町」といった個別の町名が使用されるようになっている。なお、北本所町・南本所町の飛地を北本所出村・南本所出村と称したが、これらは南葛飾郡大島村及び亀戸村に編入された（現・江東区のうち）。このほか、北十間川沿いに位置する中之郷村、小梅村の一部（現在の押上、業平橋付近）も町地化し、町奉行支配地となっていた。
明治11年（1878年）11月2日の本所区成立の時点では区内に70数か町が存在した。明治22年（1889年）の市制町村制施行時、南葛飾郡小梅村・押上村・柳島村・須崎村・中之郷村・請地村・亀戸村・北本所出村・南本所出村の各一部が本所区に編入された。これらの編入区域は、2年後の明治24年（1891年）、向島押上町など11か町に再編されている。明治11年から明治24年の間には下記のような町名変更があった。
- 北本所荒井町、南本所荒井町 - 明治12年統合、本所荒井町となる。
- 北本所番場町、南本所番場町 - 明治12年統合、本所番場町となる。
- 本所松代町1〜4丁目 - もと深川区深川北松代町1〜4丁目。明治13年、本所区に編入し本所松代町1〜4丁目に改称。4丁目のみ明治22年、南葛飾郡亀戸村に編入。
- 南本所東町 - 明治15年、小梅瓦町に編入。
- 本所五ノ橋町 - 明治22年、南葛飾郡亀戸村に編入。
- 亀戸町 - 明治22年、南葛飾郡亀戸村に編入。
- 本所瓦町 - 明治15年成立、明治22年南葛飾郡亀戸村に編入。
- 本所花月町 - 明治24年、柳島町に編入。
- 明治22年に南葛飾郡から本所区に編入された村の区域は、明治24年、大部分が向島須崎町、向島中之郷町、向島小梅町、向島請地町、向島押上町、柳島梅森町、柳島元町、押上町、中之郷業平町に再編され（以上9町は明治24年新設）、一部は既存の新小梅町、小梅瓦町に編入された。

以上の変更により、本所区内の町の数は計83となった（「一丁目・二丁目」等に分かれるものは、各「丁目」を1町と数える）。本所区は関東大地震で甚大な被害を受け、震災復興後の区画整理に伴い、昭和4年〜8年（1929 – 1933年）にかけて町名町域の大幅な再編が実施された。この結果、旧町名の多くが失われた。1960年代には「住居表示に関する法律」に基づく住居表示が実施されているが、この際には昭和4年〜8年成立の町名がおおむね踏襲された。

### 明治期の町名
以下は明治24年現在の町名と、昭和4年〜8年の町名再編後の町名の対照表である。なお、「本所」を冠称する各町は、明治44年（1911年）に冠称を廃止している。
| 町名（明治24年現在） | 町の成立年 | 町の廃止年     | 震災復興後の新町名                                 | 備考                                                 |
| -------------------- | ---------- | -------------- | -------------------------------------------------- | ---------------------------------------------------- |
| 本所元町             | 江戸期     | 1929           | 東両国1・2                                         | 1872年までは南本所元町                               |
| 本所藤代町           | 江戸期     | 1929           | 東両国1                                            |                                                      |
| 本所横網町一丁目     | 江戸期     | 1929           | 横網、東両国1 - 4                                  | 1872年までは南本所横網町                             |
| 本所横網町二丁目     | 江戸期     | 1929           | 横網                                               | 1872年までは南本所横網町                             |
| 本所亀沢町一丁目     | 江戸期     | 1929・1930再編 | 亀沢町1、緑町1、東両国4                            | 一・二丁目に分かれるのは1872年                       |
| 本所亀沢町二丁目     | 江戸期     | 1929・1930再編 | 亀沢町1、石原町1                                   | 同上                                                 |
| 本所小泉町           | 江戸期     | 1929           | 東両国2・3・4                                      |                                                      |
| 本所松坂町一丁目     | 江戸期     | 1929           | 東両国2                                            |                                                      |
| 本所松坂町二丁目     | 江戸期     | 1929           | 東両国3                                            |                                                      |
| 本所相生町一丁目     | 江戸期     | 1929           | 東両国2                                            |                                                      |
| 本所相生町二丁目     | 江戸期     | 1929           | 東両国3                                            |                                                      |
| 本所相生町三丁目     | 江戸期     | 1929           | 東両国3・4                                         |                                                      |
| 本所相生町四丁目     | 江戸期     | 1929           | 東両国4                                            |                                                      |
| 本所相生町五丁目     | 江戸期     | 1929           | 緑町1                                              |                                                      |
| 本所緑町一丁目       | 江戸期     | 1929再編       | 亀沢町1、緑町1                                     |                                                      |
| 本所緑町二丁目       | 江戸期     | 1929再編       | 亀沢町2、緑町2                                     |                                                      |
| 本所緑町三丁目       | 江戸期     | 1929再編       | 亀沢町2、緑町2                                     |                                                      |
| 本所緑町四丁目       | 江戸期     | 1929再編       | 亀沢町3、緑町3                                     |                                                      |
| 本所緑町五丁目       | 江戸期     | 1929再編       | 亀沢町3、緑町3                                     |                                                      |
| 本所花町             | 江戸期     | 1930           | 緑町4                                              |                                                      |
| 本所入江町           | 江戸期     | 1930           | 緑町4                                              |                                                      |
| 本所永倉町           | 江戸期     | 1930           | 緑町4、亀沢町4                                     |                                                      |
| 本所長崎町           | 江戸期     | 1930           | 緑町4、亀沢町4                                     |                                                      |
| 本所長岡町           | 江戸期     | 1930           | 亀沢町4、石原町4                                   | 1869年まで一・二丁目があった                         |
| 本所清水町           | 江戸期     | 1930           | 亀沢町4、石原町4                                   |                                                      |
| 本所吉田町           | 江戸期     | 1929           | 石原町4                                            |                                                      |
| 本所吉岡町           | 江戸期     | 1929           | 石原町3                                            | 1869年まで一・二丁目があった                         |
| 本所三笠町           | 江戸期     | 1930           | 亀沢町3・4                                         | 1869年まで一・二丁目があった、一時期「相生町」と改名 |
| 本所南二葉町         | 1872       | 1930           | 亀沢町1〜3                                         |                                                      |
| 本所北二葉町         | 1872       | 1929           | 石原町1〜3                                         |                                                      |
| 本所錦糸町           | 1872       | 1932再編       | 錦糸町1〜4、江東橋1・4                             |                                                      |
| 本所松代町一丁目     | 1880       | 1930           | 江東橋4                                            | もと深川区北松代町一丁目                             |
| 本所松代町二丁目     | 1880       | 1930           | 江東橋4                                            | もと深川区北松代町二丁目                             |
| 本所松代町三丁目     | 1880       | 1930           | 江東橋4                                            | もと深川区北松代町三丁目                             |
| 本所茅場町一丁目     | 江戸期     | 1933           | 柳原町                                             |                                                      |
| 本所茅場町二丁目     | 江戸期     | 1933           | 柳原町                                             |                                                      |
| 本所茅場町三丁目     | 江戸期     | 1933           | 江東橋3                                            |                                                      |
| 本所柳原町一丁目     | 江戸期     | 1930           | 江東橋1                                            |                                                      |
| 本所柳原町二丁目     | 江戸期     | 1930           | 江東橋2・3                                         |                                                      |
| 本所柳原町三丁目     | 江戸期     | 1933再編       | 柳原町                                             |                                                      |
| 本所若宮町           | 1872       | 1930           | 石原町2・3、厩橋2・3                               |                                                      |
| 本所横川町           | 1869       | 1930           | 石原町4、厩橋4                                     | もと中之郷横川町の一部                               |
| 本所太平町一丁目     | 1869       | 1932再編       | 錦糸町1、太平町1・2、横川橋1・2、                  |                                                      |
| 本所太平町二丁目     | 1869       | 1932再編       | 錦糸町1〜3、太平町2・3                             |                                                      |
| 本所外手町           | 江戸期     | 1930           | 厩橋1・2                                           | 1878年まで南本所外手町                               |
| 本所石原町           | 江戸期     | 1930再編       | 横網、厩橋1、石原町1・2                            | 1878年まで南本所石原町                               |
| 柳島町               | 江戸期     | 1932           | 錦糸町4、太平町4                                   |                                                      |
| 新小梅町             | 1872       | 1931           | 向島1・2、隅田公園                                 |                                                      |
| 小梅瓦町             | 江戸期     | 1931           | 小梅1、向島1                                       |                                                      |
| 本所番場町           | 1879       | 1930           | 厩橋1、東駒形1                                     | 1879年、北本所番場町・南本所番場町が合併             |
| 本所荒井町           | 1879       | 1930           | 厩橋1・2、東駒形1・2                               | 1879年、北本所荒井町・南本所荒井町が合併             |
| 本所表町             | 江戸期     | 1930           | 東駒形1〜3、吾妻橋1、厩橋3                         | 1878年まで北本所表町                                 |
| 本所北新町           | 1869       | 1930           | 厩橋2・3、東駒形2・3                               |                                                      |
| 本所松倉町一丁目     | 江戸期     | 1930           | 厩橋3、東駒形3                                     | 一・二丁目に分かれるのは1871年から                   |
| 本所松倉町二丁目     | 江戸期     | 1930           | 厩橋4、東駒形4                                     | 同上                                                 |
| 中之郷竹町           | 江戸期     | 1930           | 吾妻橋1、東駒形1                                   |                                                      |
| 中之郷原庭町         | 江戸期     | 1930           | 吾妻橋1、東駒形2・3                                |                                                      |
| 中之郷元町           | 江戸期     | 1930           | 吾妻橋1・2、東駒形3                                |                                                      |
| 中之郷瓦町           | 江戸期     | 1930           | 吾妻橋1〜3                                         |                                                      |
| 中之郷八軒町         | 江戸期     | 1930           | 吾妻橋3                                            |                                                      |
| 中之郷横川町         | 江戸期     | 1930           | 厩橋4、東駒形4                                     | 1871年、一部が本所横川町となる                       |
| 小梅業平町           | 1872       | 1930           | 吾妻橋3、東駒形4                                   |                                                      |
| 柳島横川町           | 江戸期     | 1931           | 太平町4、横川橋4・5                                |                                                      |
| 本所千歳町           | 1869       | 1933再編       | 千歳町1・2                                         |                                                      |
| 本所林町一丁目       | 江戸期     | 1933           | 竪川1                                              |                                                      |
| 本所林町二丁目       | 江戸期     | 1933           | 竪川1・2、菊川1                                    |                                                      |
| 本所林町三丁目       | 江戸期     | 1933           | 菊川1・2、竪川2・3                                 |                                                      |
| 本所徳右衛門町       | 江戸期     | 1933           | 菊川2、竪川3・4                                    | 1873年までは一・二丁目があった                       |
| 本所菊川町一丁目     | 江戸期     | 1933           | 竪川4                                              | 1872年までは一〜四丁目があった                       |
| 本所菊川町二丁目     | 江戸期     | 1933           | 菊川3                                              | 同上                                                 |
| 本所松井町一丁目     | 江戸期     | 1933           | 千歳町2                                            |                                                      |
| 本所松井町二丁目     | 江戸期     | 1933           | 千歳町3                                            |                                                      |
| 本所松井町三丁目     | 江戸期     | 1933           | 千歳町3                                            |                                                      |
| 柳島梅森町           | 1891       | 1931           | 横川橋2・3、太平町2・3                             |                                                      |
| 柳島元町             | 1891       | 1931           | 業平橋4・5、平川橋4・5、横川橋4・5                 |                                                      |
| 押上町               | 1891       | 1931           | 業平橋2･3･4、平川橋2・3                            |                                                      |
| 中ノ郷業平町         | 1891       | 1931           | 業平橋1・2、平川橋1・2、横川橋1                    |                                                      |
| 向島須崎町           | 1891       | (1964)         | 隅田公園、小梅3、向島2・3（+住居表示後の向島4・5） | 住居表示実施直前まで一部が存続した                   |
| 向島中之郷町         | 1891       | (1964)         | 小梅3、向島2（+住居表示後の押上1・2）              | 住居表示実施直前まで一部が存続した                   |
| 向島小梅町           | 1891       | 1931           | 隅田公園、小梅1〜3、向島1〜3                       |                                                      |
| 向島請地町           | 1891       | (1964)         | （住居表示後の向島4・5、押上1・2）                 | 住居表示実施直前まで存続した                         |
| 向島押上町           | 1891       | (1964)         | （住居表示後の押上1・2）                           | 住居表示実施直前まで存続した                         |

### 南葛飾郡からの編入区域
明治22年（1889年）の市制町村制施行時に南葛飾郡から本所区に編入された区域は、2年後の明治24年に9町に再編され、一部は既存の新小梅町と小梅瓦町に編入された。これら旧村と本所区の町名の対応は以下のとおりである。
※備考の『角川』は、『角川日本地名大辞典 東京都』を指す。
| 町名         | 本所区編入前の地名 | 本所区編入前の地名 | 本所区編入前の地名 | 本所区編入前の地名 | 本所区編入前の地名 | 本所区編入前の地名 | 備考 |
| 町名         | 請地村             | 須崎村             | 中之郷村           | 柳島村             | 小梅村             | 押上村             | 備考 |
| ------------ | ------------------ | ------------------ | ------------------ | ------------------ | ------------------ | ------------------ | --- |
| 柳島梅森町   |                    |                    | ◎                  | ◎                  | ◎                  |                    | 『角川』p723の「柳島梅森町」の項によれば小梅村飛地を含むが、同書p283の「小梅村」の項にはその旨の言及がない。                                         |
| 柳島元町     |                    |                    |                    | ◎                  |                    | ◎                  | |
| 押上町       |                    |                    |                    | ◎                  |                    | ◎                  | 他に亀戸村の一部を含む。 |
| 中之郷業平町 |                    | ◎                  | ◎                  | ◎                  | ◎                  | ◎                  | 『角川』p533の「中之郷業平町」の項によれば小梅村飛地を含むが、同書p283の「小梅村」の項にはその旨の言及がない。                                       |
| 向島須崎町   | ◎                  | ◎                  |                    |                    | ◎                  | ◎                  | 他に北本所出村・南本所出村の一部を含む。『角川』p283の「小梅村」の項によると同村の一部を含むが、同書p697の「向島須崎町」の項にはその旨の言及がない。 |
| 向島中之郷町 |                    | ◎                  | ◎                  |                    | ◎                  | ◎                  | |
| 向島小梅町   |                    | ◎                  |                    |                    | ◎                  |                    | |
| 向島請地町   | ◎                  | ◎                  |                    |                    |                    | ◎                  | 『角川』p410の「須崎村」の項によると同村の一部を含むが、同書p697の「向島請地町」の項にはその旨の言及がない。                                         |
| 向島押上町   | ◎                  |                    | ◎                  |                    | ◎                  | ◎                  | |
| 新小梅町     |                    | ◎                  |                    |                    | ◎                  |                    | 『角川』p283の「小梅村」の項によると同村の一部を含むが、同書p392の「新小梅町」の項にはその旨の言及がない。                                           |
| 小梅瓦町     |                    | ◎                  |                    |                    | ◎                  |                    | 『角川』p283の「小梅村」の項及びp410の「須崎村」の項によるとこれら両村の一部を含むが、同書p284の「小梅瓦町」の項にはその旨の言及がない。             |

## 新旧の村名
明治22年（1889年）の市制町村制以前の南葛飾郡の旧村と、同年廃置分合されて成立した新村（隅田村、寺島村、吾嬬村、大木村）の対応関係は複雑であるため、以下の表にまとめた。
| 旧村名       | 編入先 | 編入先 | 編入先 | 編入先 | 編入先 | 備考                                                 |
| 旧村名       | 吾嬬村 | 寺島村 | 隅田村 | 大木村 | 本所区 | 備考                                                 |
| ------------ | ------ | ------ | ------ | ------ | ------ | ---------------------------------------------------- |
| 請地村       | ◎      | ◎      |        | ◎      | ◎      |                                                      |
| 小村井村     | ◎      |        |        |        |        |                                                      |
| 葛西川村     | ◎      |        |        |        |        |                                                      |
| （旧）寺島村 | ◎      | ◎      |        | ◎      |        |                                                      |
| 大畑村       | ◎      | ◎      |        | ◎      |        |                                                      |
| （旧）亀戸村 | ◎      |        |        |        |        | 村の大部分は（新）亀戸村・大島村に編入               |
| 須崎村       | ◎      | ◎      |        | ◎      | ◎      | 村の一部は大島村に編入                               |
| 中之郷村     |        | ◎      |        |        | ◎      | 村の一部は亀戸村に編入                               |
| 若宮村       |        | ◎      | ◎      |        |        | 村の一部は立石村（後に本田村へ改称）に編入           |
| （旧）隅田村 |        | ◎      | ◎      |        |        | 村の一部は南綾瀬村に編入                             |
| 善左衛門村   |        |        | ◎      | ◎      |        | 大木村大字善左衛門は1914年、吾嬬町と本田村に分割編入 |
| 木ノ下村     |        |        | ◎      | ◎      |        | 大木村大字木ノ下は1914年、吾嬬町と本田村に分割編入   |
| 柳島村       |        |        |        |        | ◎      | 村の一部は亀戸村に編入                               |
| 小梅村       |        |        |        |        | ◎      | 村の一部は亀戸村・大島村に編入                       |
| 押上村       |        |        |        |        | ◎      | 村の一部は亀戸村に編入                               |
| 上木下川村   |        |        | ◎      | ◎      |        | 大木村大字上木下川は1914年、吾嬬町と本田村に分割編入 |
| 下木下川村   |        |        |        | ◎      |        | 大木村大字下木下川は1914年、吾嬬町と本田村に分割編入 |

なお、上記のほか、（新）隅田村の区域には、堀切村、篠原村、四ツ木村の各一部を含み、大木村には渋江村、川端村の各一部を含む。

## 住居表示実施直前の町名

### 本所地区
1923年の関東大震災からの復興に際し、東京市では各地で区画整理と町名改正が実施された。これに伴い、新たな町名・町界が設定され、多くの旧町名が廃止された。墨田区の前身の1つである本所区においても昭和時代初期に震災復興に伴う大幅な町名改正が実施されている。その後、1962年に「住居表示に関する法律」が施行され、同法に基づく住居表示の実施によって、墨田区の町名は再度変更されている。
墨田区では、1964年から区内の住居表示が順次実施され、1967年に区内全域の住居表示実施が完了している。
以下は、旧本所区の区域の住居表示実施直前（1963年現在）の町名と現行町名の対照表である。1963年の時点で存在していた町名の大部分は昭和時代初期、震災復興による町名改正に伴って新設された町名である。1963年以降の住居表示実施に際しては、震災復興時の町名がおおむね継承された。
| 町名（1963年現在） | 町成立直前の旧地名                                                                                       | 町の成立年 | 町の廃止年   | 現町名                    | 備考                                      |
| ------------------ | --- | ---------- | ------------ | ------------------------- | ----------------------------------------- |
| 千歳町一〜三丁目   | 千歳町、松井町1〜3、深川区安宅町、深川区御船蔵前町                                                       | 1933       | 1967         | 千歳1〜3                  |                                           |
| 東両国一〜四丁目   | 相生町1〜4、元町、小泉町、松坂町1・2、亀沢町1、横網町1、藤代町                                           | 1929       | 1967         | 両国1〜4                  |                                           |
| 横網               | 横網町1・2、石原町、藤代町                                                                               | 1929       | 1966         | 横網1・2                  |                                           |
| 菊川一〜三丁目     | 菊川町2、林町2・3、徳右衛門町、深川区西町                                                                | 1933       | 1967         | 菊川1〜3                  |                                           |
| 竪川一〜四丁目     | 林町1〜3、菊川町1、徳右衛門町                                                                            | 1933       | 1967         | 立川1〜4                  |                                           |
| 緑町一〜四丁目     | 緑町1〜5、亀沢町1、相生町5、花町、長崎町、入江町、永倉町                                                 | 1929・1930 | 1967         | 緑1〜4                    |                                           |
| 亀沢町一〜四丁目   | 亀沢町1・2、緑町1〜5、三笠町、長岡町、清水町、永倉町、長崎町、南二葉町                                   | 1929・1930 | 1966         | 亀沢1・2                  |                                           |
| 石原町一〜四丁目   | 石原町、吉岡町、吉田町、北二葉町、亀沢町2、若宮町、長岡町、清水町、横川町                                | 1929・1930 | 1966         | 石原1〜4                  |                                           |
| 厩橋一〜四丁目     | 石原町、荒井町、番場町、若宮町、北新町、表町、松倉町1・2、横川町、中ノ郷横川町、外手町                   | 1930       | 1966         | 本所1〜4                  |                                           |
| 東駒形一〜四丁目   | 北新町、荒井町、番場町、表町、中ノ郷原庭町、中ノ郷竹町、中ノ郷元町、小梅業平町、松倉町1・2、中ノ郷横川町 | 1930       | 1966         | 東駒形1〜4                |                                           |
| 吾妻橋一〜三丁目   | 表町、中ノ郷瓦町、中ノ郷八軒町、中ノ郷原庭町、中ノ郷竹町、中ノ郷元町、小梅業平町                         | 1930       | 1966         | 吾妻橋1〜3                |                                           |
| 柳原町             | 柳原町3、茅場町1・2、深川区東町                                                                          | 1933       | 1967         | 江東橋5                   |                                           |
| 江東橋一〜四丁目   | 柳原町1・2、錦糸町、茅場町3、松代町1〜3                                                                  | 1930       | 1967         | 江東橋1〜4                |                                           |
| 錦糸町一〜四丁目   | 錦糸町、太平町1・2、柳島町                                                                               | 1932       | 1967         | 錦糸1〜4                  |                                           |
| 太平町一〜四丁目   | 太平町1・2、柳島町、柳島横川町、柳島梅森町                                                               | 1931       | 1967         | 太平1〜4、錦糸1〜3、横川1 |                                           |
| 横川橋一〜五丁目   | 太平町1、中ノ郷業平町、押上町、柳島横川町、柳島梅森町、柳島元町                                          | 1931       | 1967         | 横川1〜5                  |                                           |
| 平川橋一〜五丁目   | 中ノ郷業平町、押上町、柳島元町                                                                           | 1931       | 1967         | 業平1〜5、横川1           |                                           |
| 業平橋一〜五丁目   | 小梅瓦町、中ノ郷業平町、押上町、柳島元町                                                                 | 1930       | 1967         | 業平1〜5                  |                                           |
| 小梅一三丁目       | 小梅瓦町、向島小梅町、向島中ノ郷町、向島須崎町                                                           | 1931       | 1964         | 向島1〜3、押上1・2        |                                           |
| 向島一三丁目       | 小梅瓦町、新小梅町、向島小梅町、向島中ノ郷町、向島須崎町                                                 | 1931       | 1964住居表示 | 向島1〜3                  |                                           |
| 隅田公園           | 新小梅町、向島小梅町、向島須崎町                                                                         | 1931       | 1964         | 向島1・2・5               |                                           |
| 向島須崎町         | 須崎村、請地村、北本所出村、南本所出村、押上村                                                           | 1891       | 1964         | 向島4・5                  | 1931一部が隅田公園、小梅3、向島2・3となる |
| 向島請地町         | 請地村、押上村                                                                                           | 1891       | 1964         | 向島4・5、押上1・2        |                                           |
| 向島中ノ郷町       | 中ノ郷村、須崎村、押上村、小梅村                                                                         | 1891       | 1964         | 押上1・2                  | 1931一部が向島2、小梅3となる              |
| 向島押上町         | 中ノ郷村、請地村、押上村、小梅村                                                                         | 1891       | 1964         | 押上1・2                  | 1931年廃止の「押上町」とは別の町名        |

### 向島地区
以下は、旧向島区の区域の住居表示実施直前（1964年現在）の町名と現行町名の対照表である。
| 町名（1964年現在） | 町成立直前の旧地名             | 町の成立年 | 町の廃止年 | 現町名                                                                 | 備考 |
| ------------------ | ------------------------------ | ---------- | ---------- | ---------------------------------------------------------------------- | --- |
| 吾嬬町西一〜九丁目 | 南葛飾郡吾嬬町大字西一〜九丁目 | 1932       | 1965       | 押上1〜3、墨田4、京島1〜3、文花1〜3、八広1〜6                          | もとは南葛飾郡吾嬬町大字請地・小村井・寺島・大畑・須崎・善左衛門・木下・上木下川。1930年同町大字西一〜九丁目となる。 |
| 吾嬬町東一〜八丁目 | 南葛飾郡吾嬬町大字東一〜八丁目 | 1932       | 1965       | 文花2・3、立花1〜6、東墨田1〜3                                         | もとは南葛飾郡吾嬬町大字請地・小村井・葛西川・大畑・亀戸・上木下川。1930年同町大字東一〜八丁目となる。               |
| 寺島町一〜八丁目   | 南葛飾郡寺島町大字一〜八丁目   | 1932       | 1965       | 向島4・5、押上2、東向島1〜6、堤通1・2、墨田1〜4、京島1〜3、八広1・5〜6 | もとは南葛飾郡寺島町大字請地・寺島・大畑・須崎・中ノ郷・若宮・隅田・木下。1930年同町大字一〜八丁目となる。           |
| 隅田町一〜四丁目   | 南葛飾郡隅田町大字一〜四丁目   | 1932       | 1965       | 堤通2・3（現・堤通2）、墨田2〜5、東向島5、八広1・5                     | もとは南葛飾郡隅田町大字若宮・隅田・善左衛門。1930年同町大字一〜四丁目となる。                                       |

## 現行町名
墨田区では全区において住居表示の実施が完了している。以下は住居表示実施後の町名と、当該住居表示実施直前の旧町名の一覧である。旧町名の後に「（全）」と注記したもの以外は当該旧町域の一部である。
| 町名         | 町名読み       | 住居表示実施年月日 | 住居表示実施直前町名 | 備考 |
| ------------ | -------------- | ------------------ | -------------------- | ---- |
| 吾妻橋一丁目 | あづまばし     | 1966.10.1          | 吾妻橋1〜3（全）     |      |
| 吾妻橋二丁目 | あづまばし     | 1966.10.1          | 吾妻橋1〜3（全）     |      |
| 吾妻橋三丁目 | あづまばし     | 1966.10.1          | 吾妻橋1〜3（全）     |      |
| 東駒形一丁目 | ひがしこまがた | 1966.10.1          | 東駒形1〜4（全）     |      |
| 東駒形二丁目 | ひがしこまがた | 1966.10.1          | 東駒形1〜4（全）     |      |
| 東駒形三丁目 | ひがしこまがた | 1966.10.1          | 東駒形1〜4（全）     |      |
| 東駒形四丁目 | ひがしこまがた | 1966.10.1          | 東駒形1〜4（全）     |      |
| 本所一丁目   | ほんじょ       | 1966.10.1          | 厩橋1〜4（全）       |      |
| 本所二丁目   | ほんじょ       | 1966.10.1          | 厩橋1〜4（全）       |      |
| 本所三丁目   | ほんじょ       | 1966.10.1          | 厩橋1〜4（全）       |      |
| 本所四丁目   | ほんじょ       | 1966.10.1          | 厩橋1〜4（全）       |      |
| 石原一丁目   | いしわら       | 1966.10.1          | 石原町1〜4（全）     |      |
| 石原二丁目   | いしわら       | 1966.10.1          | 石原町1〜4（全）     |      |
| 石原三丁目   | いしわら       | 1966.10.1          | 石原町1〜4（全）     |      |
| 石原四丁目   | いしわら       | 1966.10.1          | 石原町1〜4（全）     |      |
| 亀沢一丁目   | かめざわ       | 1966.10.1          | 亀沢町1〜4（全）     |      |
| 亀沢二丁目   | かめざわ       | 1966.10.1          | 亀沢町1〜4（全）     |      |
| 亀沢三丁目   | かめざわ       | 1966.10.1          | 亀沢町1〜4（全）     |      |
| 亀沢四丁目   | かめざわ       | 1966.10.1          | 亀沢町1〜4（全）     |      |
| 横網一丁目   | よこあみ       | 1966.10.1          | 横網（全）           |      |
| 横網二丁目   | よこあみ       | 1966.10.1          | 横網（全）           |      |

| 町名       | 町名の読み | 町区域新設年月日 | 住居表示実施年月日 | 住居表示実施前の町名等 | 備考 |
| ---------- | ---------- | ---------------- | ------------------ | ---------------------- | ---- |
| 緑一丁目   | みどり     | 1967.5.1         | 緑町1〜4（全）     |                        |      |
| 緑二丁目   | みどり     | 1967.5.1         | 緑町1〜4（全）     |                        |      |
| 緑三丁目   | みどり     | 1967.5.1         | 緑町1〜4（全）     |                        |      |
| 緑四丁目   | みどり     | 1967.5.1         | 緑町1〜4（全）     |                        |      |
| 両国一丁目 | りょうごく | 1967.5.1         | 東両国1〜4（全）   |                        |      |
| 両国二丁目 | りょうごく | 1967.5.1         | 東両国1〜4（全）   |                        |      |
| 両国三丁目 | りょうごく | 1967.5.1         | 東両国1〜4（全）   |                        |      |
| 両国四丁目 | りょうごく | 1967.5.1         | 東両国1〜4（全）   |                        |      |
| 立川一丁目 | たてかわ   | 1967.7.1         | 竪川1〜4（全）     |                        |      |
| 立川二丁目 | たてかわ   | 1967.7.1         | 竪川1〜4（全）     |                        |      |
| 立川三丁目 | たてかわ   | 1967.7.1         | 竪川1〜4（全）     |                        |      |
| 立川四丁目 | たてかわ   | 1967.7.1         | 竪川1〜4（全）     |                        |      |
| 千歳一丁目 | ちとせ     | 1967.7.1         | 千歳町1〜3（全）   |                        |      |
| 千歳二丁目 | ちとせ     | 1967.7.1         | 千歳町1〜3（全）   |                        |      |
| 千歳三丁目 | ちとせ     | 1967.7.1         | 千歳町1〜3（全）   |                        |      |
| 菊川一丁目 | きくかわ   | 1967.5.1         | 菊川1〜3（全）     |                        |      |
| 菊川二丁目 | きくかわ   | 1967.5.1         | 菊川1〜3（全）     |                        |      |
| 菊川三丁目 | きくかわ   | 1967.5.1         | 菊川1〜3（全）     |                        |      |

| 町名         | 町名の読み   | 町区域新設年月日 | 住居表示実施年月日                          | 住居表示実施前の町名等 | 備考 |
| ------------ | ------------ | ---------------- | ------------------------------------------- | ---------------------- | ---- |
| 横川一丁目   | よこかわ     | 1967.5.1         | 横川橋1〜5（全）、平川橋1                   |                        |      |
| 横川二丁目   | よこかわ     | 1967.5.1         | 横川橋1〜5（全）、平川橋1                   |                        |      |
| 横川三丁目   | よこかわ     | 1967.5.1         | 横川橋1〜5（全）、平川橋1                   |                        |      |
| 横川四丁目   | よこかわ     | 1967.5.1         | 横川橋1〜5（全）、平川橋1                   |                        |      |
| 横川五丁目   | よこかわ     | 1967.5.1         | 横川橋1〜5（全）、平川橋1                   |                        |      |
| 江東橋一丁目 | こうとうばし | 1967.5.1         | 江東橋1〜4（全）、柳原町（全）              |                        |      |
| 江東橋二丁目 | こうとうばし | 1967.5.1         | 江東橋1〜4（全）、柳原町（全）              |                        |      |
| 江東橋三丁目 | こうとうばし | 1967.5.1         | 江東橋1〜4（全）、柳原町（全）              |                        |      |
| 江東橋四丁目 | こうとうばし | 1967.5.1         | 江東橋1〜4（全）、柳原町（全）              |                        |      |
| 江東橋五丁目 | こうとうばし | 1967.5.1         | 江東橋1〜4（全）、柳原町（全）              |                        |      |
| 錦糸一丁目   | きんし       | 1967.5.1         | 錦糸町1〜4（全）                            |                        |      |
| 錦糸二丁目   | きんし       | 1967.5.1         | 錦糸町1〜4（全）                            |                        |      |
| 錦糸三丁目   | きんし       | 1967.5.1         | 錦糸町1〜4（全）                            |                        |      |
| 錦糸四丁目   | きんし       | 1967.5.1         | 錦糸町1〜4（全）                            |                        |      |
| 太平一丁目   | たいへい     | 1967.5.1         | 太平町1〜4（全）                            |                        |      |
| 太平二丁目   | たいへい     | 1967.5.1         | 太平町1〜4（全）                            |                        |      |
| 太平三丁目   | たいへい     | 1967.5.1         | 太平町1〜4（全）                            |                        |      |
| 太平四丁目   | たいへい     | 1967.5.1         | 太平町1〜4（全）                            |                        |      |
| 業平一丁目   | なりひら     | 1967.5.1         | 業平橋1〜5（全）、平川橋2〜5（全）、平川橋1 |                        |      |
| 業平二丁目   | なりひら     | 1967.5.1         | 業平橋1〜5（全）、平川橋2〜5（全）、平川橋1 |                        |      |
| 業平三丁目   | なりひら     | 1967.5.1         | 業平橋1〜5（全）、平川橋2〜5（全）、平川橋1 |                        |      |
| 業平四丁目   | なりひら     | 1967.5.1         | 業平橋1〜5（全）、平川橋2〜5（全）、平川橋1 |                        |      |
| 業平五丁目   | なりひら     | 1967.5.1         | 業平橋1〜5（全）、平川橋2〜5（全）、平川橋1 |                        |      |

| 町名         | 町名の読み   | 町区域新設年月日 | 住居表示実施年月日                             | 住居表示実施前の町名等 | 備考 |
| ------------ | ------------ | ---------------- | ---------------------------------------------- | ---------------------- | ---- |
| 文花一丁目   | ぶんか       | 1965.7.1         | 吾嬬町西3（全）、吾嬬町西2・4、吾嬬町東1・3・5 |                        |      |
| 文花二丁目   | ぶんか       | 1965.7.1         | 吾嬬町西3（全）、吾嬬町西2・4、吾嬬町東1・3・5 |                        |      |
| 文花三丁目   | ぶんか       | 1965.7.1         | 吾嬬町西3（全）、吾嬬町西2・4、吾嬬町東1・3・5 |                        |      |
| 立花一丁目   | たちばな     | 1966.5.1         | 吾嬬町東2・4（全）、吾嬬町東1・3・5・6         |                        |      |
| 立花二丁目   | たちばな     | 1966.5.1         | 吾嬬町東2・4（全）、吾嬬町東1・3・5・6         |                        |      |
| 立花三丁目   | たちばな     | 1966.5.1         | 吾嬬町東2・4（全）、吾嬬町東1・3・5・6         |                        |      |
| 立花四丁目   | たちばな     | 1966.5.1         | 吾嬬町東2・4（全）、吾嬬町東1・3・5・6         |                        |      |
| 立花五丁目   | たちばな     | 1966.5.1         | 吾嬬町東2・4（全）、吾嬬町東1・3・5・6         |                        |      |
| 立花六丁目   | たちばな     | 1966.5.1         | 吾嬬町東2・4（全）、吾嬬町東1・3・5・6         |                        |      |
| 東墨田一丁目 | ひがしすみだ | 1966.5.1         | 吾嬬町東7（全）、吾嬬町東6・8                  |                        |      |
| 東墨田二丁目 | ひがしすみだ | 1966.5.1         | 吾嬬町東7（全）、吾嬬町東6・8                  |                        |      |
| 東墨田三丁目 | ひがしすみだ | 1966.5.1         | 吾嬬町東7（全）、吾嬬町東6・8                  |                        |      |

| 町名       | 町名の読み   | 町区域新設年月日 | 住居表示実施年月日                                             | 住居表示実施前の町名等                                         | 備考 |
| ---------- | ------------ | ---------------- | -------------------------------------------------------------- | -------------------------------------------------------------- | ---- |
| 墨田一丁目 | すみだ       | 1965.3.1         | 隅田町3（全）、隅田町1・2・4、寺島町3・7、吾嬬町西9            |                                                                |      |
| 墨田二丁目 | すみだ       | 1965.3.1         | 隅田町3（全）、隅田町1・2・4、寺島町3・7、吾嬬町西9            |                                                                |      |
| 墨田三丁目 | すみだ       | 1965.3.1         | 隅田町3（全）、隅田町1・2・4、寺島町3・7、吾嬬町西9            |                                                                |      |
| 墨田四丁目 | すみだ       | 1965.3.1         | 隅田町3（全）、隅田町1・2・4、寺島町3・7、吾嬬町西9            |                                                                |      |
| 墨田五丁目 | すみだ       | 1965.3.1         | 隅田町3（全）、隅田町1・2・4、寺島町3・7、吾嬬町西9            |                                                                |      |
| 堤通一丁目 | つつみどおり | 1964.7.1         | 寺島町3、隅田町1・2                                            | 当初は一〜三丁目があった。1978年3月1日、三丁目を二丁目に編入。 |      |
| 堤通二丁目 | つつみどおり | 1964.7.1         | 寺島町3、隅田町1・2                                            | 当初は一〜三丁目があった。1978年3月1日、三丁目を二丁目に編入。 |      |
| 八広一丁目 | やひろ       | 1965.12.1        | 寺島町8（全）、吾嬬町西5〜8（全）、寺島町6、吾嬬町西9、隅田町4 |                                                                |      |
| 八広二丁目 | やひろ       | 1965.12.1        | 寺島町8（全）、吾嬬町西5〜8（全）、寺島町6、吾嬬町西9、隅田町4 |                                                                |      |
| 八広三丁目 | やひろ       | 1965.12.1        | 寺島町8（全）、吾嬬町西5〜8（全）、寺島町6、吾嬬町西9、隅田町4 |                                                                |      |
| 八広四丁目 | やひろ       | 1965.12.1        | 寺島町8（全）、吾嬬町西5〜8（全）、寺島町6、吾嬬町西9、隅田町4 |                                                                |      |
| 八広五丁目 | やひろ       | 1965.12.1        | 寺島町8（全）、吾嬬町西5〜8（全）、寺島町6、吾嬬町西9、隅田町4 |                                                                |      |
| 八広六丁目 | やひろ       | 1965.12.1        | 寺島町8（全）、吾嬬町西5〜8（全）、寺島町6、吾嬬町西9、隅田町4 |                                                                |      |

| 町名         | 町名の読み       | 町区域新設年月日 | 住居表示実施年月日                                                                | 住居表示実施前の町名等 | 備考 |
| ------------ | ---------------- | ---------------- | --------------------------------------------------------------------------------- | ---------------------- | ---- |
| 東向島一丁目 | ひがしむこうじま | 1965.3.1         | 寺島町5（全）、寺島町1・2・6・7、隅田町4                                          |                        |      |
| 東向島二丁目 | ひがしむこうじま | 1965.3.1         | 寺島町5（全）、寺島町1・2・6・7、隅田町4                                          |                        |      |
| 東向島三丁目 | ひがしむこうじま | 1965.3.1         | 寺島町5（全）、寺島町1・2・6・7、隅田町4                                          |                        |      |
| 東向島四丁目 | ひがしむこうじま | 1965.3.1         | 寺島町5（全）、寺島町1・2・6・7、隅田町4                                          |                        |      |
| 東向島五丁目 | ひがしむこうじま | 1965.3.1         | 寺島町5（全）、寺島町1・2・6・7、隅田町4                                          |                        |      |
| 東向島六丁目 | ひがしむこうじま | 1965.3.1         | 寺島町5（全）、寺島町1・2・6・7、隅田町4                                          |                        |      |
| 向島一丁目   | むこうじま       | 1964.7.1         | 隅田公園、向島1〜3、向島須崎町、小梅2・3（以上全）、小梅1、向島請地町、寺島町1・2 |                        |      |
| 向島二丁目   | むこうじま       | 1964.7.1         | 隅田公園、向島1〜3、向島須崎町、小梅2・3（以上全）、小梅1、向島請地町、寺島町1・2 |                        |      |
| 向島三丁目   | むこうじま       | 1964.7.1         | 隅田公園、向島1〜3、向島須崎町、小梅2・3（以上全）、小梅1、向島請地町、寺島町1・2 |                        |      |
| 向島四丁目   | むこうじま       | 1964.7.1         | 隅田公園、向島1〜3、向島須崎町、小梅2・3（以上全）、小梅1、向島請地町、寺島町1・2 |                        |      |
| 向島五丁目   | むこうじま       | 1964.7.1         | 隅田公園、向島1〜3、向島須崎町、小梅2・3（以上全）、小梅1、向島請地町、寺島町1・2 |                        |      |
| 押上一丁目   | おしあげ         | 1964.7.1         | 向島中ノ郷町（全）、向島押上町（全）、小梅1、向島請地町、吾嬬町西1・2、寺島町4    |                        |      |
| 押上二丁目   | おしあげ         | 1964.7.1         | 向島中ノ郷町（全）、向島押上町（全）、小梅1、向島請地町、吾嬬町西1・2、寺島町4    |                        |      |
| 押上三丁目   | おしあげ         | 1965.7.1         | 向島中ノ郷町（全）、向島押上町（全）、小梅1、向島請地町、吾嬬町西1・2、寺島町4    |                        |      |
| 京島一丁目   | きょうじま       | 1965.7.1         | 寺島町4、吾嬬町西1・4                                                             |                        |      |
| 京島二丁目   | きょうじま       | 1965.7.1         | 寺島町4、吾嬬町西1・4                                                             |                        |      |
| 京島三丁目   | きょうじま       | 1965.7.1         | 寺島町4、吾嬬町西1・4                                                             |                        |      |